# Xylopia pallescens
Xylopia pallescens är en kirimojaväxtart som beskrevs av Henri Ernest Baillon. Xylopia pallescens ingår i släktet Xylopia och familjen kirimojaväxter. Inga underarter finns listade i Catalogue of Life.